# Alinotingis
Alinotingis is een geslacht van wantsen uit de familie van de Tingidae (Netwantsen). Het geslacht werd voor het eerst wetenschappelijk beschreven door Duarte Rodrigues in 1992.

## Soorten
Het genus bevat de volgende soort:

- Alinotingis perinetana Duarte Rodrigues, 1992